# Luis Manuel Fernández de Portocarrero-Bocanegra y Moscoso-Osorio
Luis Manuel Fernández de Portocarrero-Bocanegra y Moscoso-Osorio (né le 8 janvier 1635 à Palma del Rio, en Andalousie, Espagne, et mort le 14 septembre 1709 à Madrid) est un cardinal espagnol du XVIIe siècle et du début du XVIIIe siècle. Il est l'oncle du cardinal Luis Antonio Fernández de Córdoba Portocarrero Guzmán y Aguilar (1754). 

## Biographie
Deuxième fils de Luis Andrés Fernández Portocarrero Bocanegra, comte de Palma del Río et marquis d'Almenara1, et de Leonor de Guzmán (de la famille des marquis d'Algaba), Luis Manuel Fernández Portocarrero naît le 8 janvier 1635 à Palma del Río, en Andalousie. Il étudie à l'université royale de Tolède, où il obtient une licence en théologie.
Portocarrero est chanoine et doyen du chapitre de Tolède. Le pape Clément IX le crée cardinal in pectore lors du consistoire du 5 août 1669. Sa création est publiée le 29 novembre 1669. En 1666-1667 il est capitaine général et vice-roi de Sicile. Il est élu archevêque de Tolède en 1677. Le cardinal est membre du conseil de régence instauré par le roi Carlos II en 1700-1701 et il est partisan de la succession de Philippe de Bourbon en Espagne. 
Portocarrero participe au conclave de 1669-1670 (élection de Clément X) et au conclave de 1676 (élection d'Innocent XI). Il ne participe pas au conclave de 1689 (élection d'Alexandre VIII), ni à celui de 1691 (élection d'Innocent XII) ou à celui de 1700 (élection de Clément XI).